# Antirei

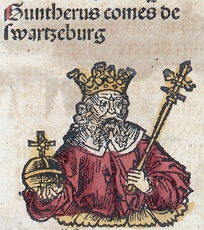
Gonter de Schwarzburg, antirei en oposició a Carles IV del Sacre Imperi Romanogermànic el 1349, il·lustrat en la Crònica de Nuremberg (1493)

Un antirei (alemany: Gegenkönig; francès: antiroi; txec: protikrál) és un aspirant a rei que es declara rei en oposició a un monarca regnant per una disputa de successió o com a forma d'oposició política. El concepte se sol fer servir en el context històric europeu, en relació amb monarquies electives, més aviat que amb monarquies hereditàries. En monarquies hereditàries, és més habitual el terme pretendent.
Els antireis eren especialment habituals en la política del Sacre Imperi Romanogermànic, abans que la butlla d'or del 1356, promulgada per l'emperador Carles IV, reglamentés l'elecció de l'emperador. Altres nacions amb monarquies electives que tingueren antireis són Bohèmia i Hongria. El terme és comparable al d'antipapa, que es refereix a un papa cismàtic. De fet, els dos conceptes eren vasos comunicants: de la mateixa que els reis alemanys (reis dels Romans i sacres emperadors romanogermànics) de vegades nomenaven un antipapa per afeblir políticament un papa amb el qual litigaven, els papes de vegades elevaven antireis com a rivals polítics d'emperadors amb els quals havien renyit.
Diversos antireis, com ara Conrad III d'Alemanya, l'emperador Frederic II i l'emperador Carles IV, aconseguiren imposar-se i ser reconeguts com a monarques de ple dret. La condició d'altres reis, com ara el duc Enric II de Baviera i el marcgravi Egbert II de Meissen, continua sent objecte de debat.